# Centris versicolor
Centris versicolor är en biart som först beskrevs av Fabricius 1775.  Centris versicolor ingår i släktet Centris och familjen långtungebin. Inga underarter finns listade.